# Опачица
Опачица је херцеговачка ријека понорница дуга 14 km која протиче кроз Дабарско поље.